# Hordienkivți, Henicesk
Hordienkivți (în ucraineană Гордієнківці) este un sat în comuna Rivne din raionul Henicesk, regiunea Herson, Ucraina.

## Demografie
Componența lingvistică a localității Hordienkivți
     Ucraineană (73,05%)
     Rusă (26,95%)
Conform recensământului din 2001, majoritatea populației localității Hordienkivți era vorbitoare de ucraineană (73,05%), existând în minoritate și vorbitori de rusă (26,95%).